# Mark Pryor
Mark Lunsford Pryor (Fayetteville, 10 gennaio 1963) è un politico statunitense, senatore per lo stato dell'Arkansas dal 2003 al 2015 ed in precedenza procuratore generale dello stesso stato dal 1999 al 2003. Ancor prima, Pryor ha servito come rappresentante statale dal 1991 al 1995. Ad oggi, Pryor è l'ultimo membro del Partito Democratico a servire al Congresso in rappresentanza dello stato dell'Arkansas.

## Biografia
Avvocato, è stato attorney general dell'Arkansas dal 1999 al 2003; in quell'anno viene eletto al Senato con il 54.1% dei voti. Confermato alle elezioni del 2008 con il 79.53% (i repubblicani non avevano presentato nessun loro esponente), nel 2014 si candidò per ottenere un terzo mandato ma fu sconfitto dallo sfidante repubblicano, Tom Cotton.
Profondamente cristiano, nel documentario Religiolus - Vedere per credere di Bill Maher affermò di credere al creazionismo e al rapimento della Chiesa; un'altra sua frase che fece molto discutere fu: "Non hai bisogno di passare un test d'intelligenza per stare al Senato".